# Hixame III
Hixame ibne Maomé Almutade Bilá (em árabe: هشام بن محمد المعتد بالله; romaniz.: Hishām bin Muḥammad al-Muʿtad bi-llāh), melhor conhecido como Hixame III, Hixeme III ou Híxem III, foi o último califa de Córdova da dinastia omíada no Alandalus (a Espanha islâmica), entre 1026 e 1031, e a última pessoa a ter o título de "Califa de Córdova".

## História
Hixame, o irmão de Abderramão IV, foi escolhido para ser o califa após longas negociações entre os governadores das regiões fronteiriças e o povo de Córdova. Ele não pôde entrar na cidade até 1029, pois a cidade estava ocupada pelos exércitos berberes dos usurpadores hamúdidas.
Embora ele tenha tentado consolidar o califado, o aumento dos impostos (para pagar pela construção de mesquitas, entre outras coisas) provocaram uma dura oposição dos clérigos muçulmanos. Após o assassinato de seu vizir Aláqueme por uma conspiração de patrícios cordoveses, Hixame foi preso. Ele conseguiu escapar, mas morreu no exílio em 1035, em Balaguer.
Após a queda do califado com a deposição de Hixame, em 1031, as suas terras - já muito diminuídas em relação ao auge meros 100 anos antes - foram tomadas por diversas taifas, militarmente fracas e culturalmente fortes.